# Horst Bulau
Horst Bulau, född 14 augusti 1962 i stadsdelen Gloucester i Ottawa, Ontario, Kanada, är en kanadensisk tidigare backhoppare som tävlade internationellt åren 1979-1992. Vid slutet av karriären hade han vunnit 13 världscupdeltävlingar, vilket då var mer än någon annan kanadensisk skidåkare. Han representerade Ottawa Ski Club.

## Karriär
Horst Bulau startade sin internationella backhoppningskarriär i junior-VM 1979 på hemmaplan i Mt. St. Anne. Där blev han juniorvärldsmästare i den individuella tävlingen i normalbacken (K80) 15 februari 1979. Han blev förste kanadensiske juniorvärldsmästaren i nordisk skidsport.
Senare samma år debuterade Bulau i nystartade världscupen under tysk-österrikiska backhopparveckan (som ingick i världscupen) i Oberstdorf i Västtyskland 30 december 1979. Han blev nummer 67 i den första världscupdeltävlingen. Bulau var bland de tio bästa i en världscuptävling i stora backen i Lahtis i Finland 9 mars 1980. Han blev nummer 5 i en tävling som vanns av landsmannen Steve Collins. Under nyårstävlingen i backhopparveckan i Garmisch-Partenkirchen 1 januari 1981 vann Bulau sin första delseger i världscupen. Tillsammans vann han 13 delsegrar i världscupen, den sista på hemmaplan i Thunder Bay 10 december 1983. Han hamnade bland de tre bästa i 29 världscupdeltävlingar, och ofta bland de tio främsta. Bulau tävlade 10 säsonger i världscupen. Hans bästa sammanlagda resultat kom säsongen 1982/1983 då han blev nummer två totalt, bara slagen av Matti Nykänen från Finland. Säsongerna 1980/1981 och 1981/1982 blev han nummer tre sammanlagt i världscupen. I backhopparveckan blev han som bäst nummer tre sammanlagt, säsongen 1982/1983, bak segrande Matti Nykänen och Jens Weissflog från Östtyskland.
Horst Bulau blev fyrfaldig olympier. Han tävalde i olympiska vinterspelen 1980 i Lake Placid i USA. Där slutade han på en 41:a plats i normalbacken och en 29:e plats i stora backen i Intervale Ski Jump Complex. Under olympiska spelen 1984, i Sarajevo i dåvarande Jugoslavien, blev Bulau nummer 38 i normalbacken och nummer tio i stora backen, 10,6 poäng från prispallen. I olympiska spelen 1988 på hemmaplan i Calgary, blev han nummer 44 i normalbacken och nummer 7 i stora backen, 10,1 poäng från en bronsmedalj. I lagtävlingen blev Bulau blev nummer 9 tillsammans med det kanadensiska laget. Olympiska spelen 1992 arrangerades i Albertville i Frankrike. Där blev han nummer 42 i normalbacken och 52 i stora backen. I lagtävlingen blev Kanada nummer 14 och sist med Bulau i laget.
Bulau startade i skidflygnings-VM 1981 i Heini Klopfer-backen i Oberstdorf. Där blev han nummer fem. Han var 99,0 poäng efter segrande finländaren Jari Puikkonen och 66,0 poäng från prispallen. 
I Skid-VM 1982 i Oslo i Norge blev Bulau nummer 6 i normalbacken (Midtstubakken) och nummer 10 i stora backen (Holmenkollbakken). I lagtävlingen blev Bulau och Kanada nummer 5. I Skid-VM 1985 i Seefeld in Tirol i Österrike misslyckades Bulau och slutatde på en 23:e plats i normalbacken och en 29:e plats i stora backen. Under Skid-VM 1987 i Oberstdorf blev han nummer 16 i normalbacken och nummer 25 i stora backen. Bulau tävlade sista gången i Skid-VM 1991 i Val di Fiemme i Italien. Här blev han nummer 13 i normalbacken och nummer 18 i stora backen.
Horst Bulau avslutade sin backhoppskarriär 1992.

## Utmärkelser
Bulau har en lång rad utmärkelser.
- Säsongen 1978/1979 tilldelades han John Semmelink Memorial Award (utdelad av Canadian Amateur Ski Association till den skidåkare som, genom sportslighet, uppförande och prestation, bäst representerar Kanada i internationella tävlingar).
- Sports Federation of Canada utsåg honom till "månadens idrottare" mars 1981, januari 1982 och mars 1983.
- Säsongen 1982/1983 tilldelades han John Semmelink Memorial Award.
- Bulau tilldelades Excellence Award 1982, 1983 och 1984.
- 1983 fick han en Award of Excellence av provinsregeringen i Ontario.
- Bulau valdes 1993 in i Canadian Olympic Hall of Fame.
- Han valdes in i Canadian Ski Hall of Fame 1994
- 1998 valdes han in i Ottawa Sports Hall of Fame.
- Bulau utsågs två ganger även till Kanadas mest enastående skidåkare.

## Världscupen
Vinster i världscupdeltävlingar
| Säsong  | Datum            | Plats                                |
| ------- | ---------------- | ------------------------------------ |
| 1980-81 | 1 januari 1981   | Garmisch-Partenkirchen, Västtyskland |
| 1980-81 | 17 mars 1981     | Bærum, Norge                         |
| 1981-82 | 15 januari 1982  | Sapporo, Japan                       |
| 1981-82 | 23 januari 1982  | Thunder Bay, Kanada                  |
| 1981-82 | 24 januari 1982  | Thunder Bay, Kanada                  |
| 1982-83 | 30 december 1982 | Oberstdorf, Västtyskland             |
| 1982-83 | 22 januari 1983  | Thunder Bay, Kanada                  |
| 1982-83 | 26 januari 1983  | Sankt Moritz, Schweiz                |
| 1982-83 | 28 januari 1983  | Gstaad, Schweiz                      |
| 1982-83 | 25 februari 1983 | Falun, Sverige                       |
| 1982-83 | 4 mars 1983      | Lahtis, Finland                      |
| 1982-83 | 6 mars 1983      | Lahtis, Finland                      |
| 1983-84 | 10 december 1983 | Thunder Bay, Kanada                  |